# Jens Henrik Højbjerg
Jens Henrik Højbjerg (født 22. juli 1955 i Randers) er en dansk jurist, der fra 1. februar 2009 til 1. marts 2020 var Danmarks rigspolitichef.
Højbjerg er uddannet cand.jur. fra Aarhus Universitet i 1982 og har tidligere været politifuldmægtig i Grønlands Politi i to år og vicepolitimester i fire år. Han har desuden arbejdet i Københavns Politi, som politimester i Rigspolitiet og i Statsadvokaturen.
I 2003 blev han vicedirektør i Europol i Haag indtil han i 2006 blev udnævnt til politidirektør i Nordjyllands Politi. Her var han til han 1. januar 2009 blev konstitueret som rigspolitichef; en stilling han overtog permanent 1. februar samme år.